# Małyszyn (Gorzów Wielkopolski)
Małyszyn (Małyszyn Wielki, niem. Merzdorf) – dzielnica Gorzowa Wielkopolskiego, położona w zachodniej części miasta. Włączona w granice administracyjne miasta w 1979 roku.
Siedzibę miał tutaj Dom Kultury "Małyszyn", w którym działały m.in. zespół muzyczny, biblioteka publiczna oraz Młodzieżowy Dom Kultury. 7 lutego 2013 roku ruszyła likwidacja Domu Kultury zgodnie z uchwałą Rady Miasta Gorzowa. W Małyszynie znajduje się także Zakład Hodowli Roślin "Strzelce" o. "Małyszyn" o bardzo bogatych tradycjach (whodowano tutaj wiele nowych odmian zbóż), uprawia się tutaj m.in. żyto, pszenżyto, rzepak, pszenicę.
Klub Sportowy „Kłos” został założony w roku 1988. W klubie działają dwie sekcje zawodnicze, juniorów (do lat 19) oraz seniorów, obie drużyny prowadzi trener Stanisław Adamski, mający w swoim dorobku m.in. starty w II lidze piłkarskiej. Drużyna w sezonie 2014/2015 występuje w gorzowskiej A-klasie (VII poziom rozgrywek).
Główne ulice dzielnicy to:
- Dobra,
- Małyszyńska,
- Stalowa,
- Ustronie.

Na terenie Zakładu Hodowli Roślin "Strzelce" znajduje się park, rosną w nim rzadkie okazy drzew i krzewów. Znajduje się tam także zabytkowy pałacyk z końca XIX w.
Liczba mieszkańców osiedla waha się pomiędzy 600-800. Do Małyszyna można dotrzeć autobusem MZK Gorzów linii 117, 119, 130, 131, 202, a także opcjonalnie 126 i 104.